# Habenaria calicis
Habenaria calicis är en orkidéart som beskrevs av Roberto González Tamayo. Habenaria calicis ingår i släktet Habenaria och familjen orkidéer. Inga underarter finns listade i Catalogue of Life.